# Johann Baptist Coronini-Cronberg

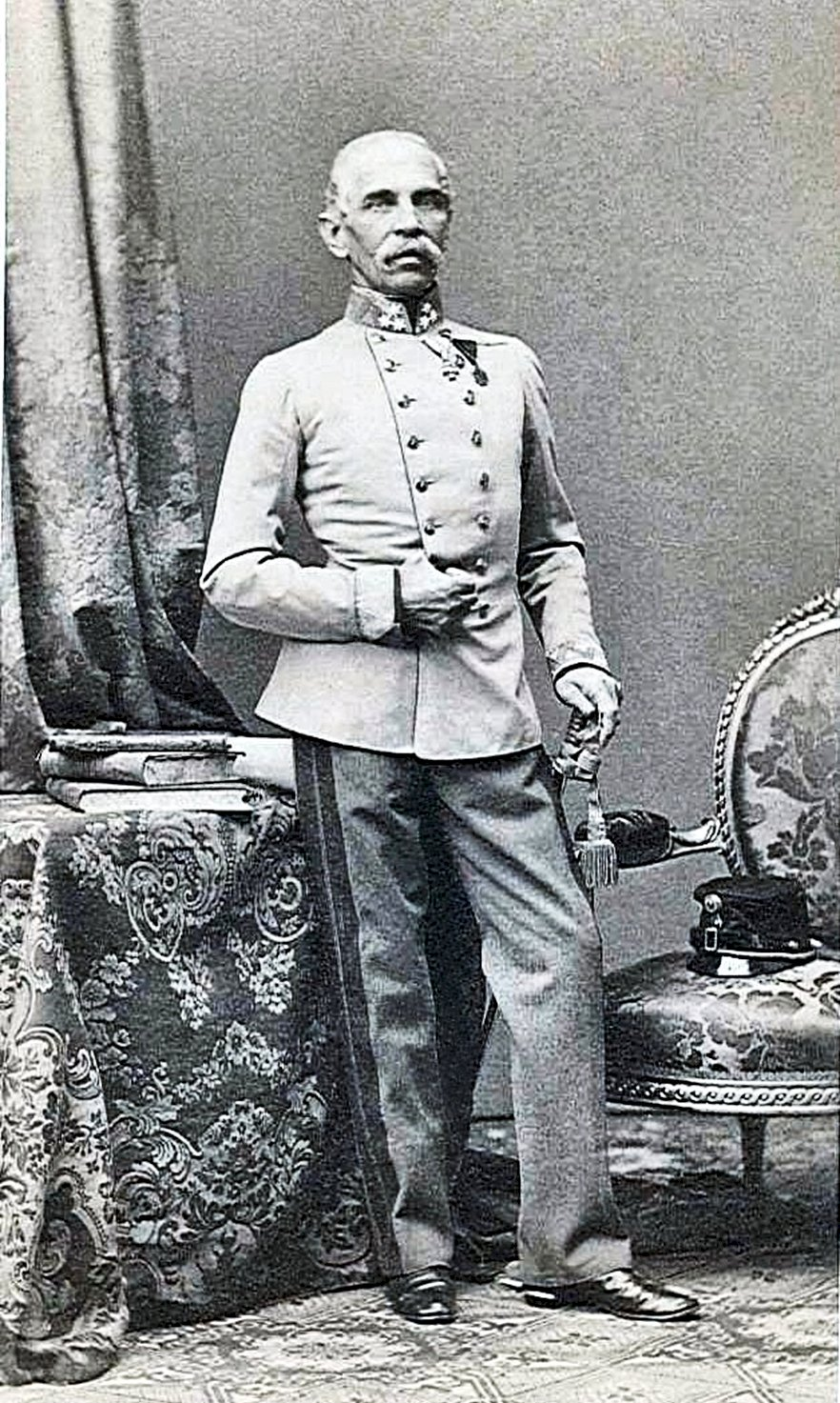
Johann Baptist Coronini-Cronberg. Fotografie

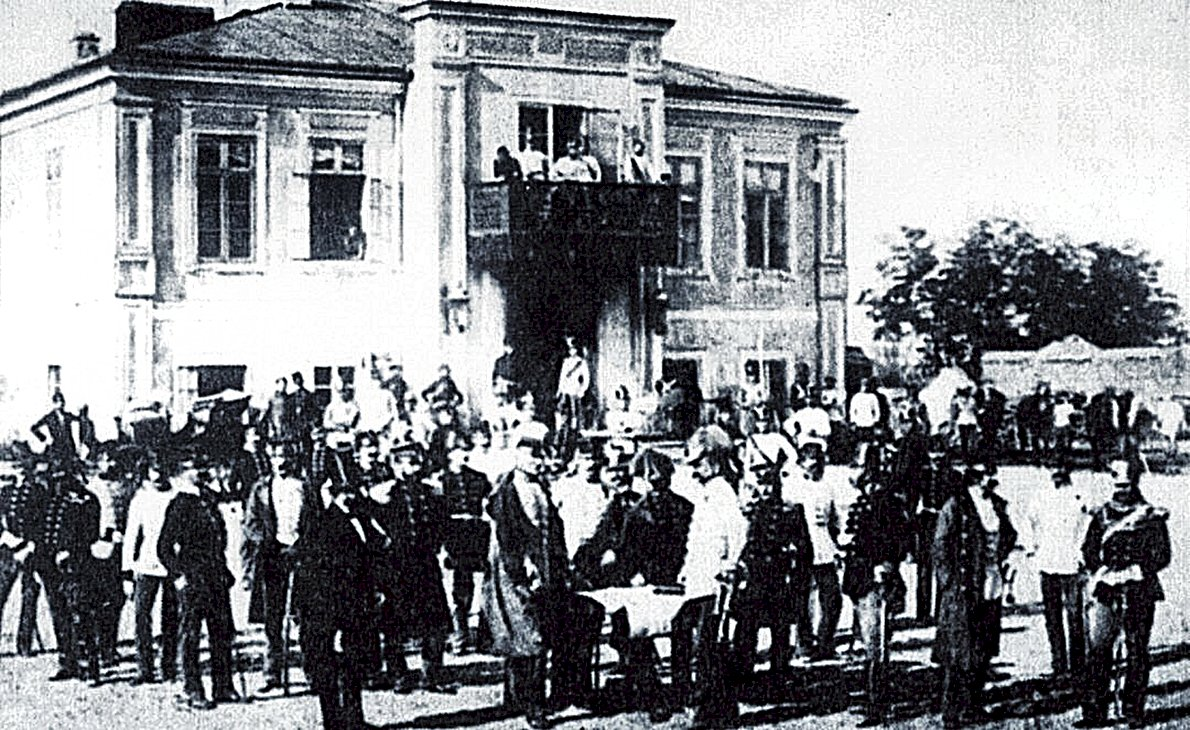
Johann Baptist Coronini-Cronberg und seine Truppen vor dem Meitani-Haus in Bukarest

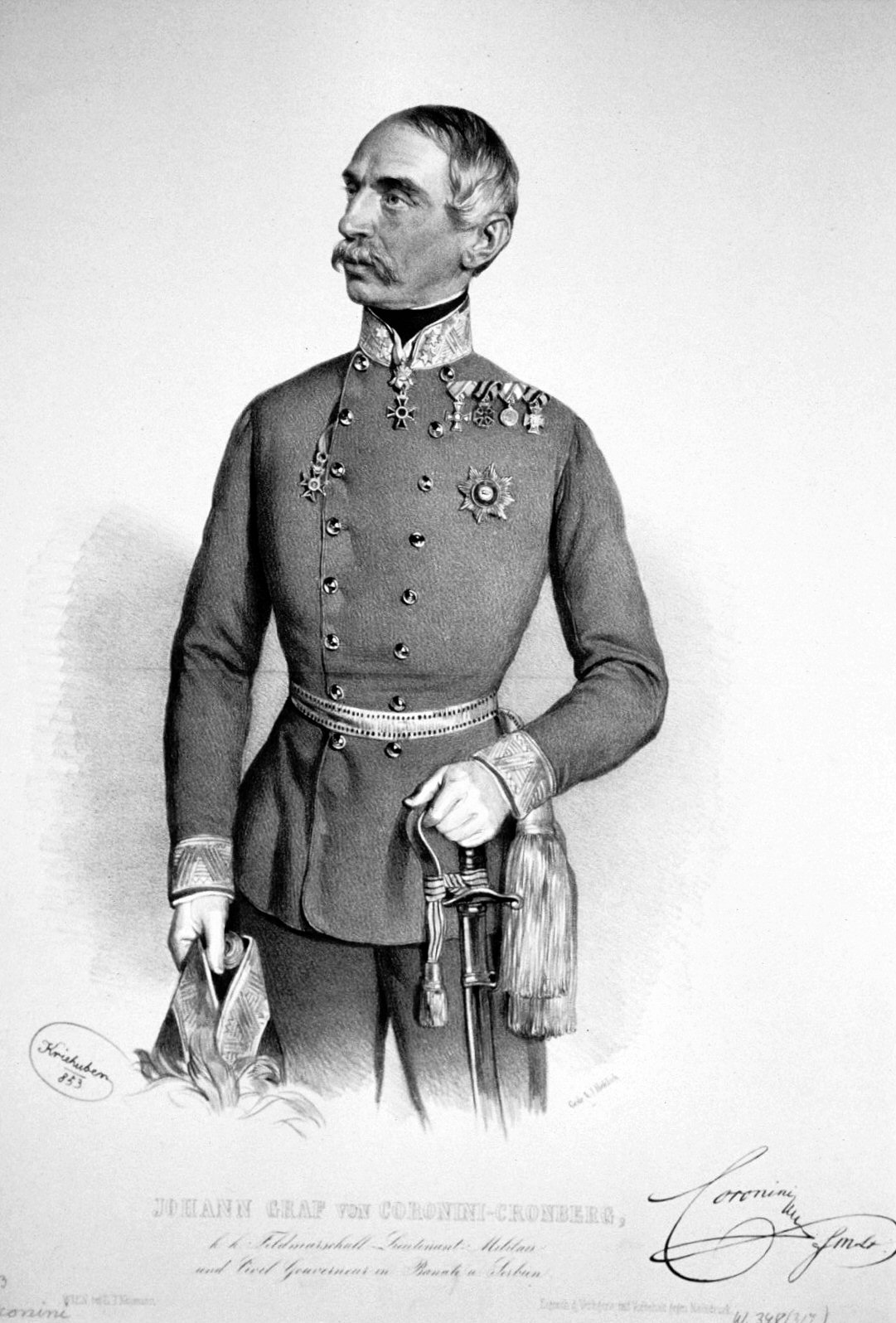
Johann Graf von Coronini-Cronberg als FML um 1850

Johann Baptist Alexius Reichsgraf Coronini von Cronberg (* 16. November 1794 in Görz; † 26. Juli 1880 auf Schloss St Peter bei Görz) stammte aus der Familie Coronini von Cronberg und war k. k. Kämmerer, Geheimer Rat, Feldzeugmeister und Inhaber des Infanterieregiments Nr. 6 sowie Militär- und Zivilgouverneur im Kronland Woiwodschaft Serbien und Temeser Banat, sodann Banus von Kroatien.

## Leben
Coronini-Cronberg trat 1813 als Kadett in das österreichische Pionierkorps ein, diente 1814 im italienischen Freikorps unter Oberst Schneider, trat 1824 in modenesische, dann wieder in österreichische Dienste. Als Hauptmann stand er mehrere Jahre in Italien, bis er 1836 als Kammerherr dem Erzherzog Franz Karl zugeteilt und zum Erzieher dessen ältesten Sohns, des späteren Kaisers Franz Joseph, ernannt wurde. Den anderen Sohn, Erzherzog Karl Ludwig, unterrichtete Graf Karl von Morzin. 1837 wurde Coronini-Cronberg Major und 1843 Oberst.
Am 26. Juni 1848 wurde er zum Generalmajor und Brigadekommandanten in Südtirol ernannt, wo er die nach Italien führenden Pässe zu schützen hatte, und mit seiner Beförderung am 22. Juli 1849 zum Feldmarschallleutnant Adlatus des kommandierenden Generals in Slawonien und Kroatien. 1850 wurde er selbst Militär- und Zivilgouverneur in der Woiwodschaft Serbien und Temeser Banat. Am 1. Februar 1851 wurde er der erste Inhaber des neu gegründeten k. k. Infanterieregiments Nr. 6, „Karl I., König von Rumänien“ und im gleichen Jahr auch Vorsitzender der Kommission zur Reform der Militärschulen. 1854 befehligte er das Observationskorps, welches Österreich während des Krimkriegs an der türkisch-russischen Grenze aufgestellt hatte, und besetzte die Walachei, die er erst 1856 wieder räumte. Danach war er vom 28. Juli 1859 bis 19. Juni 1860 Banus von Kroatien.
Nachdem er am 19. Juni 1860, dem Tag seiner Demission als Ban, mit dem Titel eines Feldzeugmeisters ad honores geehrt worden und am 20. Oktober des Jahres Ludwig Ritter von Benedek auf den Posten eines Kommandierenden Generals in Ungarn gefolgt war, erhielt er den Rang eines wirklichen Feldzeugmeisters am 1. September 1861. Auf seine Bitte hin durfte er am 18. April 1865 in den Ruhestand treten.
Er starb 15 Jahre später hochbetagt auf seinem Schloss St. Peter bei Görz.
Der Ort Coronini in Rumänien trägt seinen Namen.

## Auszeichnungen (Auswahl)
Der Graf wurde unter anderem mit folgenden Ehrenzeichen dekoriert:
- Ritter des Ordens vom Goldenen Vlies
- Orden der Eisernen Krone 1. Klasse mit der Kriegsdekoration
- Großkreuz des Österreichisch-kaiserlichen Leopold-Ordens
- Großkreuz des königlich ungarischen Sankt Stephans-Orden
- Österreichisches Militärverdienstkreuz mit der Kriegsdekoration

## Familie
Seine Eltern waren Johann Baptist Clemens Alexius Anton, Graf Coronini von Cronberg (* 13. September 1761 in Görz; † 18. November 1847 ebenda), k. k. Kämmerer und Eleonora Aloysia Gräfin von Strassoldo (* 19. November 1764; † 5. Dezember 1842 in Görz), die am 28. April 1791 geheiratet hatten. Er selbst war mit Marianna Gräfin Testa-Carcano-Marsciano (* 28. Juli 1797 in Orvieto; † 16. August 1855 in Görz) verheiratet. Ihr gemeinsamer Sohn war der Politiker Franz Coronini-Cronberg (1830–1901).

## Schriften
- Der Eintritt des Kaisers in die Armee. Nach den Tagebüchern des FZM. Grafen Johann Bapt. Coronini-Cronberg. in: Österreichische Rundschau. Band 36, Heft 4, S. 237. Verlag Carl Konegen, Wien 1913.
- Die Tagebücher von Johann Baptist Coronini-Cronberg aus seiner Zeit als Erzieher von Kaiser Franz Joseph. Hrsg. von Thomas Just, Kathrin Kininger, Irmgard Pangerl und Zdislava Röhsner. (= Mitteilungen des Österreichischen Staatsarchivs; 63). Studienverlag, Wien und Innsbruck 2023, ISBN 978-3-7065-6339-0